# Il'ja Svinov
Il'ja Evgen'evič Svinov (in russo Илья Евгеньевич Свинов?; Togliatti, 25 settembre 2000) è un calciatore russo, portiere dell'Ufa in prestito dal Baltika.

## Palmarès

### Club

#### Competizioni nazionali
- Coppa di Russia: 1

Spartak Mosca: 2021-2022